# Chaon
Chaon é uma comuna francesa na região administrativa do Centro, no departamento Loir-et-Cher. Estende-se por uma área de 31 km². Em 2010 a comuna tinha 462 habitantes (densidade: 14,9 hab./km²).